# Канал-Пойнт
Канал-Пойнт (англ. Canal Point) — статистически обособленная местность, расположенная в округе Палм-Бич (штат Флорида, США) с населением в 525 человек по статистическим данным переписи 2000 года.

## География
По данным Бюро переписи населения США статистически обособленная местность Канал-Пойнт имеет общую площадь в 3,88 квадратного километра, водных ресурсов в черте населённого пункта не имеется.
Статистически обособленная местность Канал-Пойнт расположена на высоте 4 м над уровнем моря.

## Демография
По данным переписи населения 2000 года в Канал-Пойнте проживало 525 человек, 127 семей, насчитывалось 197 домашних хозяйств и 227 жилых домов. Средняя плотность населения составляла около 135,31 человека на один квадратный километр. Расовый состав населённого пункта распределился следующим образом: 55,05 % белых, 17,52 % — чёрных или афроамериканцев, 0,38 % — коренных американцев, 0,57 % — азиатов, 0,19 % — выходцев с тихоокеанских островов, 5,14 % — представителей смешанных рас, 21,14 % — других народностей. Испаноговорящие составили 35,05 % от всех жителей статистически обособленной местности.
Из 197 домашних хозяйств в 34,5 % воспитывали детей в возрасте до 18 лет, 45,2 % представляли собой совместно проживающие супружеские пары, в 13,7 % семей женщины проживали без мужей, 35,5 % не имели семей. 29,4 % от общего числа семей на момент переписи жили самостоятельно, при этом 9,1 % составили одинокие пожилые люди в возрасте 65 лет и старше. Средний размер домашнего хозяйства составил 2,66 человека, а средний размер семьи — 3,38 человека.
Население статистически обособленной местности по возрастному диапазону по данным переписи 2000 года распределилось следующим образом: 30,5 % — жители младше 18 лет, 7,6 % — между 18 и 24 годами, 29,1 % — от 25 до 44 лет, 23,0 % — от 45 до 64 лет и 9,7 % — в возрасте 65 лет и старше. Средний возраст жителей составил 34 года. На каждые 100 женщин в Канал-Пойнте приходилось 95,9 мужчины, при этом на каждые сто женщин 18 лет и старше приходилось 108,6 мужчины также старше 18 лет.
Средний доход на одно домашнее хозяйство статистически обособленной местности составил 37 813 долларов США, а средний доход на одну семью — 29 792 доллара. При этом мужчины имели средний доход в 32 232 доллара США в год против 12 283 доллара среднегодового дохода у женщин. Доход на душу населения статистически обособленной местности составил 37 813 долларов в год. 19,5 % от всего числа семей в населённом пункте и 14,4 % от всей численности населения находилось на момент переписи населения за чертой бедности, при этом 11,8 % из них были моложе 18 лет и 7,8 % — в возрасте 65 лет и старше.